# Renegade Software
Renegade Software – była brytyjska firma zajmująca się wydawaniem gier komputerowych, utworzona w 1991 roku przez Bitmap Brothers.

## Gry wydane przez Renegade Software[1]
- Gods (1991)
- Magic Pockets (1991)
- Cadaver: The Payoff (1991)
- Sensible Soccer: European Champions (1992)
- Sensible Soccer: European Champions: 92/93 Edition (1992)
- Fire & Ice (1992)
- The Chaos Engine (1993)
- Uridium 2 (1993)
- Turrican 3 (1993)
- Elfmania (1994)
- International Sensible Soccer (1994)
- Ruff 'n' Tumble (1994)
- Sensible World of Soccer (1994)
- Flight of the Amazon Queen (1995)
- Harpoon Classic (1995)
- Speedball 2: Brutal Deluxe (1995)
- Virocop (1995)
- Sensible World of Soccer '96/'97 (1996)
- Sensible World of Soccer: European Championship Edition (1996)
- The Chaos Engine 2 (1996)
- Z (1996)